# Eiche (Ahrensfelde)
Eiche is een plaats in de Duitse gemeente Ahrensfelde (Brandenburg), deelstaat Brandenburg, en telt ca. 250 inwoners (2007).